# صفيحة المحيط الهادي

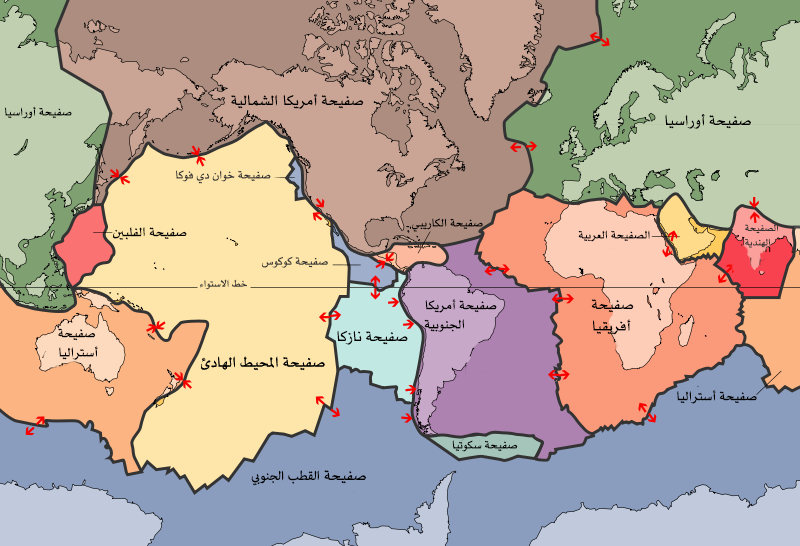
The Pacific plate, shown in pale yellow

صفيحة المحيط الهادئ هي الصفيحة التكتونية المحيطية في قاع المحيط الهادئ. وتبلغ مساحتها 103 ملايين متر مربع؛ مما يجعلها أكبر صفيحة تكتونية.
يشكل الجانب الشمالي الشرقي حدًا تباعديًا مع صفيحة إكسبلورر وصفيحة خوان دي فوكا وصفيحة جوردا، ليشكلوا على التوالي حيد إكسبلورر وحيد خوان دي فوكا وحيد جوردا. وفي منتصف الجانب الشرقي يوجد حد ناقل مع صفيحة أمريكا الشمالية على طول فالق سان أندرياس وحد آخر مع صفيحة كوكوس. والجانب الجنوبي الشرقي هو حد تباعدي مع صفيحة نازكا ليشكلا أعراف شرق المحيط الهادئ.
والجانب الجنوبي هو حد تباعدي مع صفيحة القطب الجنوبي ليشكلا أعراف المحيط الهادئ والقطب الجنوبي.
وفي الجانب الغربي، يحد الصفيحة صفيحة أوختسك في خندق كوريل وخندق اليابان ، ويشكلا حدًا تقاربيًا عن طريق الانخفاض تحت صفيحة بحر الفلبين، حيث يتكون خندق ماريانا الذي يشترك في حد ناقل مع صفيحة كارولينا ولديه حد تصادمي مع صفيحة شمال البيسمارك.
بينما في الجانب الجنوبي الغربي، تشترك صفيحة المحيط الهادئ بحد مركب، ولكن تباعدي عمومًا مع الصفيحة الهندية الأسترالية والتي تنخفض تحتها منطقة شمال نيوزيلندا لتشكل خندق تونغا وخندق كرماديك. ويميز فالق الألب حدًا ناقلاً بين الصفيحتين، وبالتقدم ناحية الجنوب، تنخفض الصفيحة الهندية الأسترالية تحت صفيحة المحيط الهادئ لتشكل خندق بوشيجار. ويمثل الجزء الجنوبي من زيلانديا، التي تقع شرق هذا الحد، أكبر كتلة من القشرة القارية لهذه الصفيحة.
الجانب الشمالي عبارة عن حد تباعدي ينخفض تحت صفيحة أمريكا الشمالية ليشكل خندق ألوتيان وجزر ألوتيان المتماثلة.
تحتوي صفيحة المحيط الهادئ على نقطة ساخنة داخلية تشكل جزر هاواي.
يذكر أن هيليس ومولر يعتبران أن صفيحة رأس الطائر تتحرك بتناغم مع صفيحة المحيط الهادئ. وتعتبر شبه جزيرة رأس الطائر الصفيحتين غير متصلتين.

## الجيولوجيا القديمة لصفيحة المحيط الهادئ
تتميز صفيحة المحيط الهادئ بإظهار واحد من أكبر المقاطع مساحةً لأقدم أعضاء جيولوجيا قاع البحر المحفورة في الخنادق المحيطية في شرق آسيا. ولا تظهر الخرائط الجيولوجية لقاع المحيط الهادئ ومناطق حزام النار المرتبطة بها على حدود المحيط فقط، ولكن أيضًا الأعمار المختلفة لقاع البحر على شكل درجات سلم، من الأحدث إلى الأقدم، حيث يتم ابتلاع الأقدم في الخنادق المحيطية الأسيوية. وأقدم الأعضاء المختفية بسبب دورة تكتونيات الصفائح هو العصر الطباشيري المبكر (145 إلى 137 مليون سنة مضت)
تظهر كافة خرائط جيولوجيا قاع المحيط لكوكب الأرض أعمارًا أقل من 145 مليون سنة، وهو ما يشكل حوالي 1/40 فقط من تاريخ كوكب الأرض البالغ 4.55 مليارات سنة.